# Jugozapadni mande jezici
Jugozapadni mande jezici, jugozapadna grana centralnih-jugozapadnih zapadnomandejskih jezika kojima se služe plemena Mende i kpelle na područjima Liberije, Gvineje i Sijera Leone. Dva su im glavna ogranka a) Kpelle sa (3) jezika u Gvineji i Liberiji, i b) Mende-Loma sa (5) jezika u Liberiji, Gvineji i Sjera Leoni.

## Klasifikacija
a) Kpelle (3):
Kono [knu] (Gvineja)
gvinejski kpele, [gkp] (Gvineja)
liberijski kpelle, [xpe] (Liberija)
b) Mende-Loma (5):
b1. Loma (2):
Loma [lom] (Liberija)
Toma [tod] (Gvineja)
b2. Mende-Bandi (3):
a. Bandi (1): Bandi [bza] (Liberija)
b. Mende-Loko (2): 
Loko [lok] (Sijera Leone)
Mende [men] (Sijera Leone)

## Vanjske poveznice
- Ethnologue (14th)
- Ethnologue (15th)